# Familia Bach

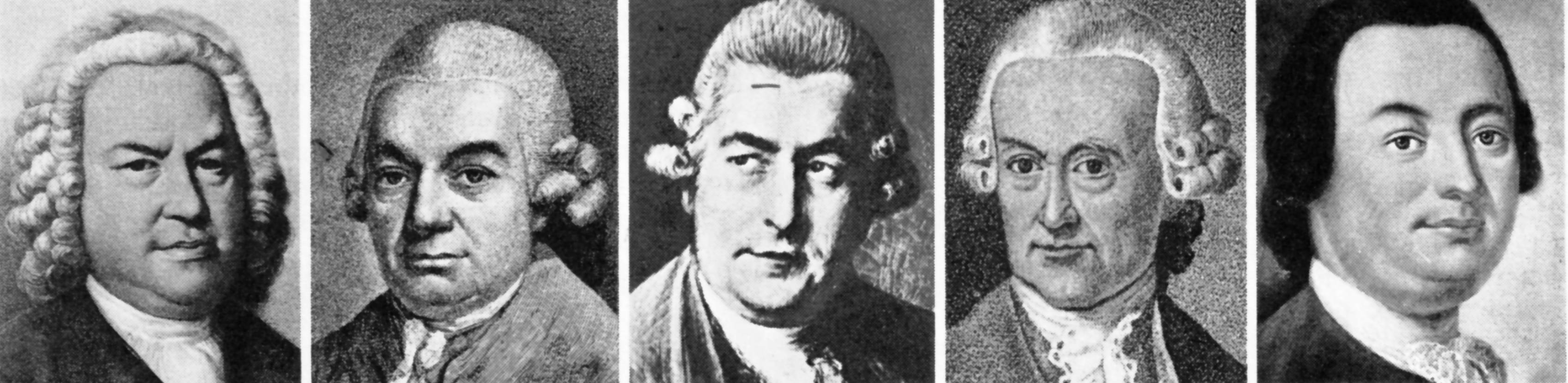
Johann Sebastian Bach şi cei patru fii ai săi, Philipp Emanuel, Johann Christian, Friedemann şi Johann Christoph d.J.

Familia Bach a fost o familie de muzicieni germani multitalentați, din care între cea de-a doua jumătate a secolului al XVI-lea și până la sfârșitul secolului al XVIII-lea provin o mulțime de muzicieni, organiști și compozitori. 
In cadrul familiei se pot distinge două linii genealogice mai importante: 
- linia din Erfurt și
- linia din Arnstadt.

Familia Bach din Erfurt a dominat într-o măsură deosebită timp de un secol viața muzicală a societății. 

## Listă a întregii familii
- Veit Bach (cca 1550-1619) - strămoșul comun 
  - Johann(es) „Hans“ Bach I (?-1626) (fiul lui Veit Bach)
    - Johann(es) „Hans“ Bach III (1604-1673) - numit linia Erfurt (Erfurter Linie)
      - Johann Christian Bach I (1640-1682)
        - Johann Jacob Bach II (1668-1692)
        -  Johann Christoph Bach IV (1673-1727)
          - Johann Samuel Bach (1694-1720)
          - Johann Christian Bach II (1696-?)
          -  Johann Günther Bach II (1703-1756)

      - Johann Aegidius Bach I (1645-1716)
        - Johann Balthasar Bach (1673-1691)
        - Johann Bernhard Bach I (1676-1749)
          -  Johann Ernst Bach II (1722-1777)
            -  Johann Georg Bach I (1751-1797)

        -  Johann Christoph Bach VI (1685-1740)
          - Johann Friedrich Bach II (1706-1743)
          -  Johann Aegidius Bach II (1709-1746)

      -  Johann Nicolaus Bach I (1653-1682)

    - Christoph Bach (1613-1661)
      - Georg Christoph Bach (1642-1697)
        -  Johann Valentin Bach (1669-1720)
          - Johann Lorenz Bach (1695-1773)
          -  Johann Elias Bach (1705-1755)
            -  Johann Michael Bach III (1745-1820) (?)
              - Johann Georg Bach II (1786-1874)
              -  Georg Friedrich Bach (1792-1860)

      - Johann Christoph Bach II (1645-1693)
        - Johann Ernst Bach I (1683-1739)
        -  Johann Christoph Bach VII (1689-1740)

      -  Johann Ambrosius Bach (1645-1695)
        - Johann Christoph Bach III (1671-1721)
          - Johann Andreas Bach (1713-1779)
            -  Johann Christoph Georg Bach (1747-1814)

          - Johann Bernhard Bach II (1700-1743)
          -  Johann Christoph Bach VIII (1702-1756)
            - Ernst Carl Gottfried Bach (1738-1801)
            - Ernst Christian Bach (1747-1822)
            -  Philipp Christiann Georg Bach (1734-1809)

        - Johann Jacob Bach III (1682-1722)
        -  Johann Sebastian Bach (1685-1750) - prima căsătorie cu Maria Barbara Bach (1684-1720); a doua căsătorie in 1721 cu Anna Magdalena Wilcke (1701-1760)
          - Catharina Dorothea Bach (1708-1774)
          - Wilhelm Friedemann Bach (1710-1784) - Linia Dresda „Dresdener Bach“ sau „Hallescher Bach“
          - Carl Philipp Emanuel Bach (1714-1788) - numit și „Hamburger Bach“ sau „Berliner Bach“
            -  Johann Sebastian Bach (1748-1778), desenator și pictor

          - Johann Gottfried Bernhard Bach (1715-1739)
          - Gottfried Heinrich Bach (1724-1763)
          - Johann Christoph Friedrich Bach (1732-1795) - numit și „Bückeburger Bach“
            -  Wilhelm Friedrich Ernst Bach (1759-1845)

          -  Johann Christian Bach III (1735-1782) - numit și linia „Mailänder Bach“ sau „Londoner Bach“

    -  Heinrich Bach I (1615-1692) - numit și linia Arnstädter Linie
      - Johann Christoph Bach I (1642-1703)
        - Johann Nikolaus Bach II (1669-1753)
        - Johann Christoph Bach V (1676-?)
          -  Johann Heinrich Bach II (1709-?)

        - Johann Friedrich Bach I (1682-1730)
        -  Johann Michael Bach II (1685-?)

      - Johann Michael Bach I (1648-1694)
        -  Maria Barbara Bach (1684-1720) - căsătorită cu Johann Sebastian Bach (1685-1750)

      -  Johann Günther Bach I (1653-1683)

  - Philippus „Lips“ Bach (1590-1620), fiul lui Veit Bach
    - Wendel Bach (1619-1682) Wolfsbehringen
      -  Johann Jacob Bach I (1655-1718)
        - Nicolaus Ephraim Bach (1690-1760)
        - Georg Michael Bach (1703-1771)
          -  Johann Christian Bach IV (1743-1814)

        -  Johann Ludwig Bach (1677-1731) - numit și „Meininger Bach“
          - Gottlieb Friedrich Bach (1714-1785)
            -  Johann Philipp Bach (1752-1846)

          -  Samuel Anton Bach (1713-1781)

    -  Johann Bach IV (1621-1686), nepotul lui Lips Bach
      -  Johann Stephan Bach (1665-1717)

- Caspar Bach I (1570-1640) (fratele lui Veit Bach???)
  - Caspar Bach II (1600-?)
  - Heinrich „Blinder Jonas“ Bach (?-1635)
  - Johann(es) Bach II (1612-1632)
  - Melchior Bach (1603-1634)
  -  Nicolaus Bach (1619-1637)